# Penyangkringan
Penyangkringan is een bestuurslaag in het regentschap Kendal van de provincie Midden-Java, Indonesië. Penyangkringan telt 8464 inwoners (volkstelling 2010).